# Germán Martitegui
Germán Martitegui (Necochea, Buenos Aires; 16 de junio de 1966) es un cocinero argentino. Es dueño del prestigioso restaurante Tegui. Integró, junto con Christophe Krywonis y Donato de Santis, el jurado de MasterChef y MasterChef Junior en Argentina. Integra actualmente el jurado de MasterChef Celebrity Argentina junto con Damián Betular y Donato de Santis.

## Biografía
Germán Martitegui nació en Necochea, provincia de Buenos Aires: allí pasó mucho tiempo en su casa experimentando con la cocina y aprendiendo de sus abuelas.
Estudió Relaciones Internacionales y Comercio Exterior en la Universidad del Salvador. Fue asistente de Beatriz Chomnalez  y a los 19 años comenzó a trabajar en la cocina del hotel La Cascada de Bariloche donde lo hizo por casi dos años. Luego vivió en Francia y Los Ángeles. En 1994 volvió a Buenos Aires y empezó a trabajar con Francis Mallmann como jefe de cocina.
En 2001 inauguró su primer establecimiento, Olsen, que luego contó con una filial en Madrid, España.
En 2004 creó el restaurante Casa Cruz y en 2009 a Tegui.

## Reconocimientos
Su establecimiento Tegui logró una serie de reconocimientos que lo destacan:
- En 2013 fue considerado por la revista inglesa Restaurant como el mejor restaurante de Argentina.[1]
- Durante 2014 Tegui se situó dentro de los 50 mejores restaurantes latinoamericanos, nuevamente como el mejor de Argentina y el noveno a nivel regional.[3]
- En 2015, de acuerdo a esta misma revista, pasó a ubicarse entre los 100 mejores de todo el mundo, situándose en el puesto número 83.[3]

## Televisión
| Año                      | Título                         | Rol         | Temporada     |
| ------------------------ | ------------------------------ | ----------- | ------------- |
| 2014–2015, 2023–presente | MasterChef                     | Jurado      | 1 · 2 · 3     |
| 2015–2016                | MasterChef Junior              | Jurado      | 1 · 2         |
| 2020–2022                | Masterchef Celebrity Argentina | Jurado      | 1 · 2 · 3 · R |
| 2020–presente            | Proyecto Tierras               | Presentador | 1 · 2 · 3     |
| 2021–2022                | Manos arriba, chef!            | Chef        | 1 · 2         |